# Rågö, Nyköpings kommun

Rågö eller Rågön är en ö i Tystberga socken i Nyköpings skärgård. Ön har en yta av 1,88 kvadratkilometer.
Rågö skall enligt en medeltida legend vara platsen där Sankt Botvid dödades. På en bergshöjd på en halvö norr om Mörtviken på ön finns ett kors lagt av stenar, 8 meter lång och 6 meter brett med ringar vid korsarmarnas ändar. Korset är troligen medeltida och det enda kända Pilgrimskorset i Sverige. Korset påträffades 1932.
På öns norra sida ligger även ett hemman med samma namn som ön. Gården brändes 1719 i samband med rysshärjningarna men återuppbyggdes snart. Ön tillhörde tidigare Björksunds säteri men köptes 1969 av Naturvårdsverket. Rågö ingår numera i Rågö naturreservat. Viss turism förekommer numera även på ön, bland andra arkitekten Ralph Erskine tillbringade flera somrar på Rågö.
Manbyggnaden är en äldre knuttimrad byggnad men moderniserad på 1940-talet. Nedanför gården ligger gårdens båthus och sjöbod. Runt gården finns öns gamla odlingsmark, i övrigt är den bergig och skogbevuxen.